# Cocoon (Björk)
Cocoon è una canzone di Björk, pubblicato come terzo ed ultimo estratto dal quarto album in studio Vespertine. È la seconda traccia del disco.

## Descrizione
La canzone, scritta e prodotta da Björk in collaborazione con Thomas Knak, con una campionatura di sottofondo quasi da ninna-nanna, racconta di una ragazza che si bea di una romantica storia d'amore che l'ha colta di sorpresa, includendo anche impliciti riferimenti sessuali sotto forma di eufemismi e metafore. Il singolo ha raggiunto la posizione n. 35 nel Regno Unito, e la n. 61 in Francia.

## Il videoclip
Il videoclip fu controverso quasi quanto il precedente girato per il singolo Pagan Poetry, tanto da essere anch'esso censurato su molte emittenti. È stato diretto da Eiko Ishioka. Mostra Björk apparentemente nuda (mentre in realtà indossa una tuta bianca molto aderente), dai capezzoli della quale fuoriesce un sottile filo rosso che la avvolge e forma una specie di bozzolo attorno a lei, metafora per la relazione amorosa del testo del brano, che la protegge e la avvolge così come farebbe un bozzolo per la larva di un insetto.

## Tracce
CD1
1. Cocoon – 4:28
2. Pagan Poetry (Strumentale) – 3:01
3. Sun in My Mouth – 3:10

CD2
1. Cocoon – 4:28
2. Aurora – 1:08
3. Amphibian – 4:34

CD3
1. Cocoon (Radio Edit) – 3:33
2. Aurora (Strumentale) – 1:08
3. Amphibian – 4:34

## Classifiche
| Paese       | Posizione più alta |
| ----------- | ------------------ |
| Francia     | 61                 |
| Regno Unito | 35                 |
| Spagna      | 9                  |